# Leionema viridiflorum
Leionema viridiflorum är en vinruteväxtart som först beskrevs av Paul G. Wilson, och fick sitt nu gällande namn av Paul G. Wilson. Leionema viridiflorum ingår i släktet Leionema och familjen vinruteväxter. Inga underarter finns listade i Catalogue of Life.